# Student en Stad
Student en Stad is een lokale politieke partij in de Nederlandse gemeente Groningen. De partij werd eind 1993 opgericht door de drie studenten Laurens Tuinhout, Martijn van Maanen en Hugo Prakke met als doel de afstand tussen studenten en "stadjers" (Groningers) te verkleinen. Sinds de verkiezingen van 1994 is de partij in de Groningse gemeenteraad vertegenwoordigd. Bij de laatste raadsverkiezingen, die van 2022, haalde de partij drie zetels.

## Ontstaan
De partij is in 1993 opgericht door studenten uit onvrede over het gemeentelijk beleid. Een zesde van de inwoners uit de stad was student en naar buiten toe presenteerde Groningen zich als een gezellige studentenstad. In de gemeenteraad kwamen studenten echter nauwelijks aan bod, hooguit in termen van overlast terwijl de groeiende woningnood genegeerd werd. In 1994 kreeg de partij met 2540 stemmen één zetel in de gemeenteraad, en sinds die tijd is Student en Stad altijd met minimaal één zetel in de gemeenteraad vertegenwoordigd geweest.

## Beleid
De partij komt op voor de belangen van studenten. Enkele belangrijke speerpunten zijn het bestrijden van kamernood, het ondersteunen van studentenverenigingen (bijvoorbeeld door te helpen zoeken naar ruimte voor een eigen sociëteit en het versoepelen van vergunningen voor bijvoorbeeld portiers) en verbetering van het openbaar vervoer. Student en Stad ijvert voor een betere aansluiting van de bussen op elkaar en op de treinen. Daarnaast maakt de partij zich hard voor een ruimhartig evenementenbeleid en een sterk economisch klimaat. Een betere aansluiting van hogeropgeleiden op de arbeidsmarkt is in de ogen van Student en Stad een van de grootste uitdagingen voor Groningen.
Student en Stad wil daarnaast de afstand tussen studenten en de overige inwoners van de stad verkleinen door pragmatische punten in het programma op te nemen. Men tracht de stad voor iedereen, ook niet-studenten, aantrekkelijker te maken. Ook tracht men Groningen aantrekkelijker te maken voor startende ondernemers. Politiek is de partij als pragmatisch te typeren: men presenteert zich niet als links of rechts.

## Organisatie
De raadsleden van Student en Stad worden gesteund door een voor regionale begrippen relatief grote achterban die zich met deelonderwerpen bezighoudt. Op de helft van de raadstermijn, na twee jaar, wisselen de raadsleden van Student en Stad.

## Verkiezingsresultaten
| Jaar | Stemmen | %    | Zetels |
| ---- | ------- | ---- | ------ |
| 1994 | 2.540   | 2,8% | 1      |
| 1998 | 3.232   | 3,8% | 1      |
| 2002 | 4.195   | 5,0% | 2      |
| 2006 | 2.379   | 2,8% | 1      |
| 2010 | 3.566   | 4,2% | 1      |
| 2014 | 4.269   | 4,8% | 2      |
| 2018 | 2.807   | 3,4% | 1      |
| 2022 | 6.618   | 6,3% | 3      |

## Varia
- Groningen is niet de enige Nederlandse stad met een studentenpartij in de gemeenteraad. Delft kent sinds de jaren 90 de partij STIP en in Utrecht is sinds 2014 Student & Starter vertegenwoordigd in de gemeenteraad.
- Het raadslid van Student en Stad in de periode 1996-1998, Pieter van Woensel, is in 2004 namens de VVD wethouder en fractievoorzitter geworden in de gemeente Den Haag. Van 2007 tot 2014 was hij wethouder in de gemeente Leiden. In 2022 was hij lijstduwer voor de studentenpartij Studenten voor Leiden.
- Het eerste raadslid van Student en Stad, in de periode 1994-1996, Marcel Beukeboom, is sinds november 2016 Klimaatgezant voor het Koninkrijk der Nederlanden.